# 陆爱益
陆爱益（1966年7月—），广西都安人，壮族，无党派人士。中华人民共和国政治人物、第十三届全国人民代表大会广西壮族自治区代表。

## 生平
2018年，陆爱益被选为广西壮族自治区出席第十三届全国人民代表大会代表。